# Liste der Biografien/Wini
Liste der Biografien |
Portal Biografien |
Personensuche
# |
A |
B |
C |
D |
E |
F |
G |
H |
I |
J |
K |
L |
M |
N |
O |
P |
Q |
R |
S |
T |
U |
V |
W |
X |
Y |
Z |
?
 
Wa |
Wc |
Wd |
We |
Wh |
Wi |
Wj |
Wl |
Wn |
Wo |
Wr |
Ws |
Wt |
Wu |
Ww |
Wy |
Wz
 
Wia |
Wib |
Wic |
Wid |
Wie |
Wif |
Wig |
Wih |
Wii |
Wij |
Wik |
Wil |
Wim |
Win |
Wio |
Wip |
Wir |
Wis |
Wit |
Wiv |
Wiw |
Wix |
Wiz
 
Wina |
Winb |
Winc |
Wind |
Wine |
Winf |
Wing |
Winh |
Wini |
Wink |
Winl |
Winm |
Winn |
Wino |
Winq |
Winr |
Wins |
Wint |
Winw |
Winz
Die Liste der Biografien führt alle Personen auf, die in der deutschsprachigen Wikipedia einen Artikel haben. Dieses ist eine Teilliste mit 37 Einträgen von Personen, deren Namen mit den Buchstaben „Wini“ beginnt.

## Wini
- Wini, Jenly Tegu (* 1983), salomonische Gewichtheberin

### Winia
- Winiarski, Bohdan (1884–1969), polnischer Rechtswissenschaftler und Präsident des Internationalen Gerichtshofs
- Winiarski, Léon (1865–1915), polnischer Soziologe
- Winiarski, Michał (* 1983), polnischer Volleyballspieler
- Winiarz, John (* 1952), kanadischer Komponist und Musikpädagoge

### Winic
- Winick, Gary (1961–2011), US-amerikanischer Filmregisseur und Film- und Fernsehproduzent
- Winick, Herman (* 1932), US-amerikanischer Physiker
- Winick, Judd (* 1970), US-amerikanischer Comicautor und -zeichner

### Winid
- Winid, Walenty (1894–1945), polnischer Wirtschaftsgeograph

### Winie
- Winiewicz, Lida (1928–2020), österreichische Schriftstellerin und Übersetzerin
- Winiewski, Franz (1802–1874), deutscher Klassischer Philologe

### Winig
- Winiger, Christian (1945–2025), Schweizer Fussballspieler
- Winiger, Josef (1943–2025), Schweizer Übersetzer und Autor
- Winiger, Matthias (* 1943), Schweizer Geograph
- Winiger, Melanie (* 1979), Schweizer Schauspielerin und ModelMelanie Winiger (* 1979)

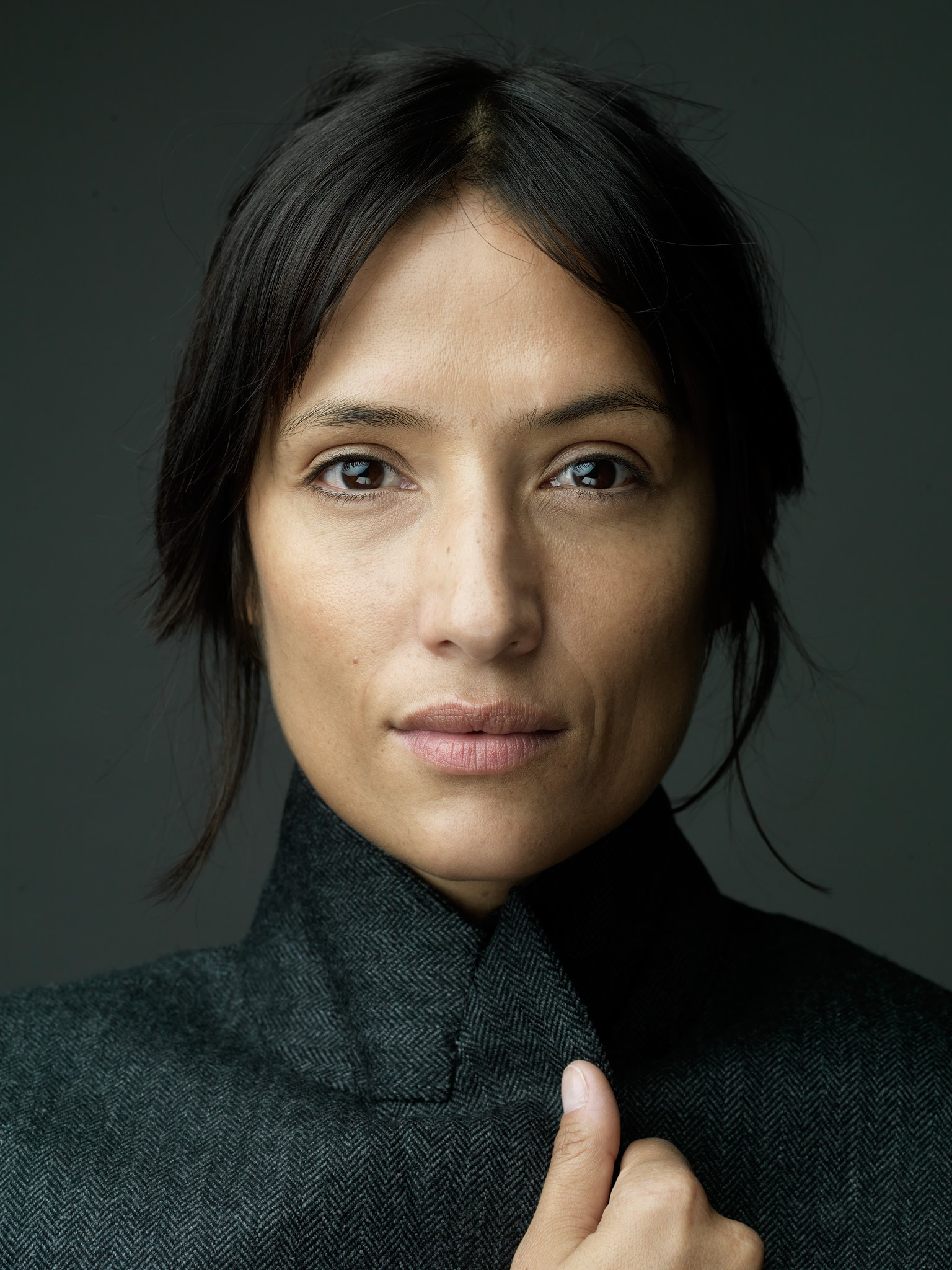
Melanie Winiger (* 1979)

- Winiger, Urs Fabian (* 1976), deutscher Schauspieler

### Winik
- Winik, Leslie (1903–1975), US-amerikanischer Filmproduzent
- Winiker, Pankraz (1925–2013), Schweizer Benediktiner und Abt von Disentis
- Winiker, Paul (1859–1923), deutscher offizier, zuletzt Generalleutnant
- Winiker, Paul (* 1956), Schweizer Politiker (SVP)

### Winin
- Wininger, Pierre (1950–2013), französischer Comiczeichner
- Wininger, Salomon (1877–1968), österreichisch-israelischer Lexikograph

### Winis
- Winischhofer, Gernot (* 1957), österreichischer Violinist
- Winistörfer, Urban (1789–1859), Schweizer Historiker, Cisterzienser
- Winistörfer-Ruepp, Anna (1852–1934), Schweizer Lehrerin, Zeitungsgründerin, Redakteurin und Frauenrechtlerin

### Winit
- Winithar, Benediktiner, Urkunden- und Buchschreiber
- Winitschenko, Igor Alexejewitsch (* 1984), russischer Hammerwerfer
- Winitsky, Van (* 1959), US-amerikanischer Tennisspieler

### Winiu
- Winius, Andrei Andrejewitsch (1641–1717), russischer Übersetzer, Postmeister, Artillerieinspektor
- Winius, Andries (1605–1662), russischer Kaufmann, Industrieller und Diplomat

### Winiw
- Winiwarter, Alexander von (1848–1917), österreichisch-belgischer Chirurg
- Winiwarter, Conny (* 1995), österreichische Fernseh- und Eventmoderatorin, Journalistin und Sprecherin
- Winiwarter, Felix von (1852–1931), österreichischer Arzt
- Winiwarter, Joseph von (1780–1848), österreichischer Jurist und Hochschullehrer
- Winiwarter, Joseph von (1815–1903), österreichischer Jurist und Politiker
- Winiwarter, Verena (* 1961), österreichische Umwelthistorikerin

### Winiz
- Winizkaja, Alena (* 1973), belarussische Marathonläuferin